# Denise Millet
Denise Millet (15 de mayo de 1933-28 de marzo de 2020) fue una artista de cómics francesa.

## Biografía
Las obras de Claude y Denise Millet abarcaron desde 1976 hasta 2019 e incluyeron casi 200 títulos. La pareja colaboró con Bayard Presse y diseñó la tira cómica Pic et Pik, escrita por Stéphanie Janicot. También dibujaron un cómic biográfico de Martin Luther King, Jr., escrito por Benoît Marchon. 
Además de los cómics, Millet trabajó en publicidad, comunicación y cine. Ella, junto con Claude, diseñó el póster para I Hate Actors (1986), que fue nominado para el Premio César al mejor póster. 

## Muerte
Denise Millet murió el 28 de marzo de 2020 en la edad de 86 años, debido al COVID-19 causado por el virus del SARS-CoV-2, durante la pandemia de enfermedad por coronavirus.